# Planétarium Calouste Gulbenkian
Le Planétarium Calouste Gulbenkian (PCG) est situé à côté du  Monastère des Hiéronymites, dans la paroisse de Santa Maria de Belém, ville et district de Lisbonne, au Portugal.

## Histoire
Le planétarium a été construit entre 1963 et 1965, dans le contexte d'un projet de l'architecte Frederico George, et a été inauguré le 20 juillet 1965, dans le cadre du Musée de la Marine.
Contrairement à ce que l'on pourrait penser, il appartient à la marine portugaise, et non à la Fondation Calouste Gulbenkian, et son nom provient d'un don de la fondation pour sa construction.
En 1973, en témoignage d'amitié avec le monde, le président américain Richard Nixon offrit à chaque pays un petit morceau de roche ramené de la Lune. Le Portugal a été l'un des lauréats du présent. Depuis 1976, ce fragment de roche lunaire est exposé au Planétarium. L'exposition a été inaugurée en octobre de cette année par l'astronaute d'Apollo 8 et 13 James Lovell. En juillet 1985, la pierre a été volée et n'a jamais été retrouvée. 
Il dispose actuellement d'un projecteur avec 32 projecteurs d'étoiles, capable d'afficher plus de 9 000 étoiles, ainsi que la Voie lactée, des amas d'étoiles et des nébuleuses. Son programme comprend des sessions thématiques pour différents âges, des observations astronomiques, des programmes Ciência Viva en été, des soirées avec un astrophysicien et diverses activités éducatives pour les groupes scolaires, ainsi que des célébrations d'événements et d'éphémérides.
Outre l'auditorium, le PCG dispose également d'une galerie, qui abrite plusieurs expositions temporaires, d'un observatoire en cours de restauration et d'une bibliothèque avec plus de mille ouvrages spécialisés.
Le Planétarium fait partie de la Commission culturelle maritime.